# Tayikistán en los Juegos Olímpicos de Tokio 2020
Tayikistán estuvo representado en los Juegos Olímpicos de Tokio 2020 por diez deportistas, nueve hombres y una mujer, que compitieron en cuatro deportes.
El portador de la bandera en la ceremonia de apertura fue el yudoca Temur Rajimov. El equipo olímpico tayiko no obtuvo ninguna medalla en estos Juegos.